# Toni Conceição
António Conceição da Silva Oliveira (nascut el 6 de desembre de 1961), conegut com a Toni Conceição, és un entrenador i exjugador de futbol portuguès que va jugar com a lateral dret.
La seva carrera com a jugador la va passar principalment a la Primeira Liga a Braga, així com al Vizela i una aparició amb el Porto. El 1988 va disputar un únic partit internacional per a Portugal.
En una carrera com a entrenador de més de dues dècades, Conceição va dirigir diversos equips portuguesos i va guanyar títols de lliga i copa en tres períodes amb el Cluj a Romania. També va aconseguir el tercer lloc del Camerun a la Copa d'Àfrica de Nacions 2021.

## Carrera com a jugador
Nascut a Maximinos, districte de Braga, Conceição va jugar una dècada sencera com a professional, debutant a la Primeira Liga amb el local SC Braga. El 1984 va ajudar el FC Vizela a arribar a la màxima divisió per primera vegada en la història del club.
Posteriorment, Conceição va tornar a Braga. Va aparèixer en els 36 millors partits de la seva carrera la temporada 1987–88, ajudant el seu equip a arribar a l'11a posició mentre actuava com a capità.
Conceição va fitxar pel FC Porto l'estiu de 1989. Després d'una sola aparició competitiva en dos anys, es va retirar als 29 anys i finalment va tornar a finals de la dècada al futbol sala. Va disputar un partit per Portugal, amb els 90 minuts complets en un amistós 0-0 contra Suècia a Göteborg, el 12 d'octubre de 1988.

## Carrera com a entrenador
Conceição va començar la seva carrera directiva a l'SC Braga B, passant tres temporades completes a la tercera divisió. Va actuar com a interí del primer equip durant un partit a finals de la temporada 2002–03, un empat 2–2 fora de casa contra el SC Beira Mar.
En els anys següents, Conceição va treballar amb Associação Naval 1º de Maio, CF Estrela da Amadora, Vitória de Setúbal i CD Trofense, amb tots els equips excepte el tercer competint a Segona Lliga i tots assolint l'ascens. El gener de 2009 es va traslladar a l'estranger, sent nomenat al CFR Cluj de la Liga I i guanyant la Copaa României. Fou destituït tot i que liderava la taula de classificació després de 15 rondes.
Després de tres mesos al capdavant del CF Os Belenenses després de signar el desembre de 2009, guanyant només tres partits en 16 i patint el descens a la màxima categoria, Conceição va tornar a Romania, on va entrenar el SR Brașov i el FC Astra Ploiești.
El Conceição va tornar al seu país l'octubre de 2012, sent nomenat al Braga B que estaven fent la seva primera experiència a la segona. Després va dirigir el Moreirense FC a la segona divisió del campionat, marxant al final de la campanya.
Conceição va ser nomenat posteriorment a l'SC Olhanense de la mateixa divisió. Tot i que s'esperava que guanyés l'ascens, va ser acomiadat l'octubre de 2014 amb l'equip a la meitat inferior de la taula després d'una derrota per 7-0 contra el FC Porto B. Després d'una temporada a l'Al Faisaly FC de la Lliga Professional Saudita, va tornar a Cluj el desembre de 2015. El 17 de maig següent, el seu equip, amb els seus compatriotes Tiago Lopes, Camora i Vítor Bruno, va tornar a guanyar la copa amb una victòria a la tanda de penals davant el FC Dinamo București.
El març de 2017, Conceição va ser contractat pel Nea Salamis Famagusta FC, segon de la Primera Divisió xipriota. Tres mesos més tard va tornar a casa per prendre les regnes al FC Penafiel de la segona categoria, marxant el 25 de setembre de mutu acord després de dues victòries en set partits de lliga i eliminació d'ambdues copes.
El 26 de juliol de 2018, Conceição va començar el seu tercer període a Cluj. Va ser acomiadat el 19 de febrer següent després de tres jornades sense guanyar, tot i que l'equip encara liderava el campionat per tants punts; va guanyar la majoria de punts dels quatre entrenadors del club en la temporada de la lliga.
El 21 de setembre de 2019, Toni va succeir Clarence Seedorf com a entrenador en cap de la selecció del Camerun. En el seu debut el 12 d'octubre, l'equip va aconseguir un empat amistós sense gols a Tunísia. Els Lleons Indomables van participar en la classificació de la Copa d'Àfrica de Nacions 2021 tot i tenir un lloc a la final assegurat com a amfitrions; van encapçalar el seu grup de qualificació. Després de perdre als penals contra Egipte a les semifinals i després de derrotar Burkina Faso en el mateix desempat, l'equip va acabar tercer.
Conceição va ser acomiadat el 28 de febrer de 2022.

## Palmarès

### Jugador
Porto
- Primera Lliga: 1989–90

### Entrenador
Trofense
- Segona Lliga: 2007–08[28]

CFR Cluj
- Lliga I: 2009–10,[9][29] 2018–19[22]
- Copa României: 2008–09,[8] 2009–10,[30] 2015–16[31]
- Supercupa României: 2009

Moreirense
- Segona Lliga: 2013–14[13]

Camerun
- Tercer lloc de la Copa d'Àfrica de Nacions: 2021[26]